# Góralek
Góralek (Procavia) – rodzaj ssaków z rodziny góralkowatych (Procaviidae).

## Zasięg występowania
Rodzaj obejmuje jeden żyjący współcześnie gatunek występujący w Afryce i południowo-zachodniej Azji.

## Morfologia
Długość ciała 39–58 cm; masa ciała 1,8–5,4 kg.

## Systematyka
Rodzaj zdefiniował w 1780 roku niemiecki lekarz i przyrodnik Gottlieb Conrad Christian Storr w książce swojego autorstwa o tytule Prodromus Methodi Mammalium. Na gatunek typowy w ramach oznaczenia monotypowego wyznaczono góralka skalnego (P. capensis).

### Etymologia
- Procavia (Procauia): gr. προ pro „przed”; rodzaj Cavia Pallas, 1766 (kawia)[10].
- Hyrax: gr. ὑραξ hurax „ryjówka”[11]. Gatunek typowy: Cavia capensis Pallas, 1766.
- Euhyrax: gr. ευ eu „dobry, ładny, typowy”; rodzaj Hyrax Hermann, 1783[12]. Gatunek typowy: Euhyrax abyssinicus J.E. Gray, 1868 (Cavia capensis Pallas, 1766).

### Podział systematyczny
Do rodzaju należy jeden występujący współcześnie gatunek:
- Procavia capensis (Pallas, 1766) – góralek skalny

Opisano również gatunki wymarłe:
- Procavia antiqua Broom, 1930[14] (Południowa Afryka; pliocen)
- Procavia pliocenica Pickford, 2005[15] (Południowa Afryka; pliocen)
- Procavia transvaalensis Middleton Shaw, 1937[16] (Południowa Afryka; plejstocen).